# Rodney (série de televisão)
Rodney é uma sitcom estadunidense estrelada pelo comediante e cantor Rodney Carrington que foi ao ar pela ABC entre 21 de setembro de 2004 a 6 de junho de 2006. O produtor executivo Ric Swartzlander, Don Reo e Damon Wayans foram os criadores da série.

## Elenco
- Rodney Hamilton (Rodney Carrington)
- Trina Hamilton (Jennifer Aspen) – esposa de Rodney
- Barry (Nick Searcy) – amigo de Rodney
- Jack Hamilton (Oliver Davis) – filho de Rodney
- Bo Hamilton (Matthew Josten) – filho de Rodney
- Charlie (Amy Pietz) – irmã de Trina

Recorrentes
- Gerald Bob (Jon Reep) – policial local
- Carl (Mac Davis) – pai de Trina

## Episódios
| Temporada | Temporada | Episódios               | Episódios               | Originalmente exibido  | Originalmente exibido |
| Temporada | Temporada | Episódios               | Episódios               | Estreia da temporada   | Final da temporada    |
| --------- | --------- | ----------------------- | ----------------------- | ---------------------- | --------------------- |
|           | 1         | 22                      | 22                      | 21 de setembro de 2004 | 26 de abril de 2005   |
|           | 2         | 22 (apenas 16 exibidos) | 22 (apenas 16 exibidos) | 4 de outubro de 2005   | 6 de junho de 2006    |

### 1.ª temporada
| N.º na série | N.º na temp. | Título                   | Dirigido por     | Escrito por                            | Exibição original       | Audiência (milhões) |
| ------------ | ------------ | ------------------------ | ---------------- | -------------------------------------- | ----------------------- | ------------------- |
| 1            | 1            | "Pilot"                  | Robert Berlinger | ASA                                    | 21 de setembro de 2004  | 9,92                |
| 2            | 2            | "Superhero"              | Robert Berlinger | Gayle Abrams                           | 28 de setembro de 2004  | 9,27                |
| 3            | 3            | "Teacher"                | Robert Berlinger | Bob Myer                               | 12 de outubro de 2004   | 8,83                |
| 4            | 4            | "Reacquisition Engineer" | Robert Berlinger | Steve Joe, Greg Schaffer               | 19 de outubro de 2004   | 8,93                |
| 5            | 5            | "Halloween"              | Robert Berlinger | Jim Gerkin                             | 26 de outubro de 2004   | 10,05               |
| 6            | 6            | "Rodney's Mom"           | Robert Berlinger | Don Woodard                            | 9 de novembro de 2004   | 8,67                |
| 7            | 7            | "Keep on Truckin'"       | Robert Berlinger | Phil Baker, Drew Vaupen                | 16 de novembro de 2004  | 10,13               |
| 8            | 8            | "Thanksgiving"           | Robert Berlinger | Gayle Abrams                           | 23 de novembro de 2004  | 10,48               |
| 9            | 9            | "Dream Lover"            | Robert Berlinger | Bob Myer                               | 30 de novembro de 2004  | 10,06               |
| 10           | 10           | "It's Up, It's Good"     | Robert Berlinger | Steve Joe, Greg Schaffer               | 7 de dezembro de 2004   | 9,94                |
| 11           | 11           | "Talent Show"            | Gil Junger       | Maisha Closson, Jim Gerkin             | 11 de janeiro de 2005   | 9,75                |
| 12           | 12           | "Charity Ball"           | John Whitesell   | Phil Baker, Drew Vaupen                | 18 de janeiro de 2005   | 7,55                |
| 13           | 13           | "Sorry Charlie"          | Robert Berlinger | Maisha Closson                         | 25 de janeiro de 2005   | 9,75                |
| 14           | 14           | "Hell Week"              | John Whitesell   | Mark Gross                             | 1 de fevereiro de 2005  | 9,54                |
| 15           | 15           | "Tassels"                | Gail Mancuso     | Steve Joe, Greg Schaffer               | 8 de fevereiro de 2005  | 9,01                |
| 16           | 16           | "The Ring"               | Gail Mancuso     | Gayle Abrams                           | 15 de fevereiro de 2005 | 8,79                |
| 17           | 17           | "Rodney's Affair"        | Shelley Jensen   | Reid Harrison                          | 22 de março de 2005     | 7,82                |
| 18           | 18           | "We Day"                 | Robert Berlinger | Phil Baker, Drew Vaupen                | 29 de março de 2005     | 8,56                |
| 19           | 19           | "Rodney Takes a Ship"    | Gil Junger       | Mark Kunerth                           | 5 de abril de 2005      | 7,75                |
| 20           | 20           | "Rodney Moonlights"      | Sean Mulcahy     | Jim Reynolds                           | 12 de abril de 2005     | 8,05                |
| 21           | 21           | "Rodney Gets Robbed"     | Gil Junger       | David Baldy, Maisha Closson            | 19 de abril de 2005     | 8,18                |
| 22           | 22           | "Rodney's Big Shot"      | Gail Mancuso     | Glenn Ellis, Daniel Hsia, Craig Peters | 26 de abril de 2005     | 8,14                |

### 2.ª temporada
| N.º na série | N.º na temp. | Título                              | Dirigido por   | Escrito por             | Exibição original       | Audiência (milhões) |
| ------------ | ------------ | ----------------------------------- | -------------- | ----------------------- | ----------------------- | ------------------- |
| 23           | 1            | "To Hell and Back"                  | Gil Junger     | Mike Larsen             | 4 de outubro de 2005    | 7,49                |
| 24           | 2            | "Question Mark Hamilton"            | Shelley Jensen | Gayle Abrams            | 11 de outubro de 2005   | 7,98                |
| 25           | 3            | "Who's the Man?"                    | Shelley Jensen | Mark Gross              | 18 de outubro de 2005   | 7,62                |
| 26           | 4            | "Halloween and Javier"              | Gil Junger     | Maisha Closson          | 1 de novembro de 2005   | 7,17                |
| 27           | 5            | "Keith"                             | Gil Junger     | Don Woodard             | 8 de novembro de 2005   | 7,50                |
| 28           | 6            | "Rodney Comes Out"                  | Gil Junger     | David Sacks             | 29 de novembro de 2005  | 7,88                |
| 29           | 7            | "O Christmas Tree"                  | Shelley Jensen | Phil Baker, Drew Vaupen | 20 de dezembro de 2005  | 7,52                |
| 30           | 8            | "The Sleepover"                     | Shelley Jensen | Glenn Ellis             | 10 de janeiro de 2006   | 7,23                |
| 31           | 9            | "Welcome Ho"                        | ASA            | ASA                     | 17 de janeiro de 2006   | 4,60                |
| 32           | 10           | "A Tisket, A Casket"                | ASA            | ASA                     | 24 de janeiro de 2006   | 5,52                |
| 33           | 11           | "When Rodney Comes Marching Home"   | Sean Mulcahy   | Mike Larsen             | 7 de fevereiro de 2006  | 5,94                |
| 34           | 12           | "Love is in the Air"                | Shelley Jensen | Phil Baker, Drew Vaupen | 14 de fevereiro de 2006 | 4,61                |
| 35           | 13           | "Rodney Gets a Leg Up"              | Gil Junger     | Jim Gerkin              | 21 de fevereiro de 2006 | 6,07                |
| 36           | 14           | "Where the Rubber Meets the Road"   | ASA            | ASA                     | 28 de fevereiro de 2006 | 5,45                |
| 37           | 15           | "Celebrity"                         | ASA            | ASA                     | 30 de maio de 2006      | 4,89                |
| 38           | 16           | "The Best Little Pie Shop in Tulsa" | Shelley Jensen | Glenn Ellis, Ed Brown   | 6 de junho de 2006      | 4,22                |